# Smilisca sila
Espèce
Statut de conservation UICN

 LC  : Préoccupation mineure
Smilisca sila est une espèce d'amphibiens de la famille des Hylidae.

## Répartition
Cette espèce se rencontre de 10 à 970 m d'altitude au Costa Rica, au Panama et en Colombie.

## Publication originale
- Duellman & Trueb, 1966 : Neotropical hylid frogs, genus Smilisca. University of Kansas publications, Museum of Natural History, vol. 17, no 7, p. 281-375 (texte intégral).